# سپاه ۱۹ (ورماخت)
سپاه ۱۹ (به آلمانی: XIX Armeekorps) یکی از سپاه‌های نیروی زمینی آلمان در دوره رایش سوم بود که در جریان جنگ جهانی دوم به عملیات پرداخت.

## تاریخچه عملیاتی

### لهستان
سپاه ۱۹ موتوریزه به فرماندهی سپهبد هاینتس گودریان در جریان تهاجم آلمان به لهستان که از روز ۱ سپتامبر ۱۹۳۹ آغاز شد، بخشی از ارتش چهارم از گروه ارتش شمال بود. این سپاه روز ۹ سپتامبر جابه‌جایی خود را تکمیل و لهستان را از پروس شرقی مورد حمله قرار داد. پیشروی این سپاه صرفاً با تعداد اندکی یگان‌های ذخیره نیمه‌تشکیل‌شده و مدافعان محلی دشمن مواجه گشت. نیروهای گودریان تقریباً بدون برخورد با هیچ مقاومتی شرق لهستان را درنوردیدند، طرح لهستانی‌ها در پایداری طولانی در شرق رود ویستولا را برهم‌ریختند و امکان محاصره و انهدام نیروهای اصلی دشمن بین رودهای بوگ و ویستولا را فراهم آوردند. پیشروی این سپاه تا فرا تر از مرز تعیین‌شده بین آلمان و شوروی بر اساس پیمان مولوتوف-ریبنتروپ صورت گرفت.

### فرانسه
سپاه ۱۹ موتوریزه تحت فرمان گودریان در قالب طرح عملیاتی مورد زرد جهت تهاجم به فرانسه در قالب گروه زرهی کلایست از گروه ارتش آ قرار گرفت. این سپاه با سه لشکر زرهی متشکل از ۷۴۵ خودرو زره‌پوش رزمی جلوداری تهاجم ورماخت از طریق جنگل‌های آردن را بر عهده داشت. پس از آغاز تهاجم از روز ۱۰ مه ۱۹۴۰، سپاه ۱۹ موتوریزه با تحمل تنها ۱۲۰ کشته و ۴۰۰ زخمی، در عرض سه روز خود را به رود موز رساند و سر پل بزرگی بر آن در سدان ایجاد نمود. این سپاه با رساندن خود به کانال مانش شهرهای کاله و بولونیه را به محاصره درآورد. سپاه ۱۹ موتوریزه سپس با چرخش به جنوب خود را به مرز سوئیس رساند و در محاصره مدافعان خط دفاعی ماژینو مشارکت نمود.

## تشکیلات
- هنگام آغاز تهاجم به لهستان، سپتامبر ۱۹۳۹[۱]:
  - لشکر سوم زرهی موتوریزه
  - لشکر دوم پیاده‌نظام موتوریزه
  - لشکر بیستم پیاده‌نظام موتوریزه
- هنگام آغاز تهاجم به فرانسه، مه ۱۹۴۰[۵]:
  - لشکر یکم زرهی
  - لشکر دوم زرهی
  - لشکر دهم زرهی